# Nidaliopsis
Nidaliopsis is een geslacht van neteldieren uit de klasse van de Anthozoa (bloemdieren).

## Soorten
- Nidaliopsis alta (Tixier-Durivault, 1955)
- Nidaliopsis leave (Tixier-Durivault, 1955)
- Nidaliopsis pygmaea Kükenthal, 1906
- Nidaliopsis violacea (Tixier-Durivault, 1955)